# Pauselijke Katholieke Universiteit van Peru

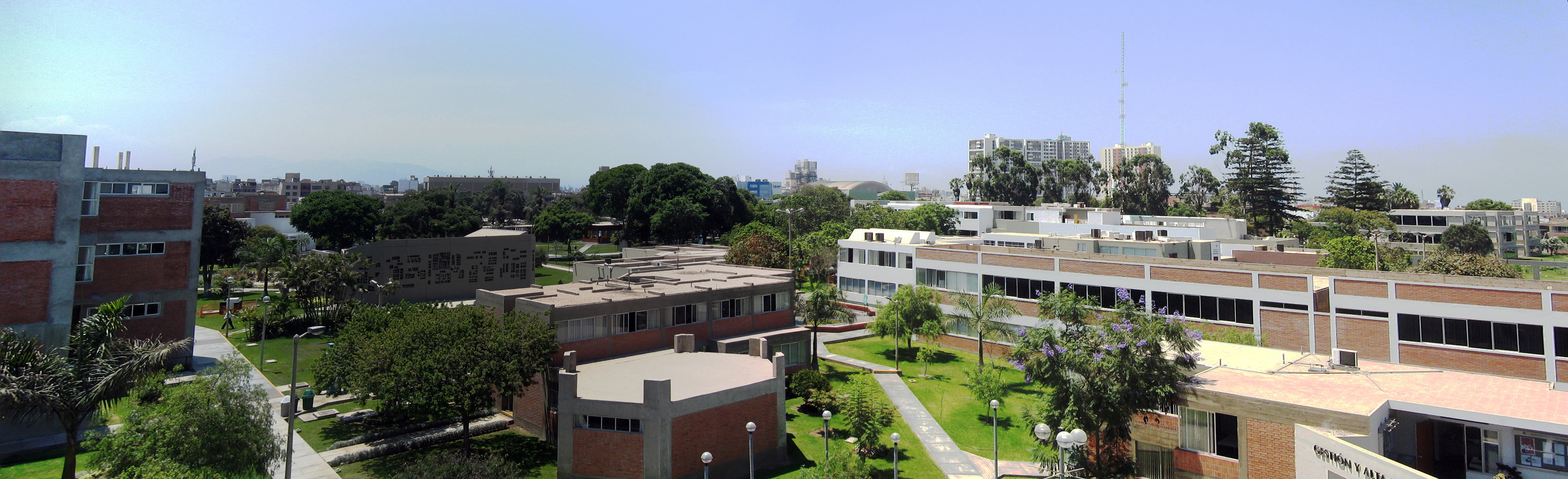
Gezicht over PUCP

De Pauselijke Katholieke Universiteit van Peru (Pontificia Universidad Católica del Perú) is een universiteit in de Peruviaanse hoofdstad Lima. Het was de eerste private universiteit van het land.
De universiteit werd op 18 maart 1917 door R.P. Jorge Dintilhac opgericht als 'Katholieke Universiteit'. Het predicaat 'Pauselijke' werd de universiteit in 1942 door paus Pius XII verleend. De eerste twee faculteiten waren op het gebied van Geesteswetenschappen (Letras) en Rechtsgeleerdheid (Jurisprudencia). Na een statuutwijziging verbood de Heilige Stoel de universiteit in 2012 nog langer 'Pauselijke' en 'Katholieke' in haar naam te voeren. Het canonieke decreet werd bekrachtigd door paus Benedictus XVI, die in 1986 als Jozef Ratzinger nog een eredoctoraat van de universiteit had ontvangen. Rector Marcial Rubio verklaarde in 2012 het besluit van het Vaticaan weliswaar te betreuren, maar de naamswijziging niet door te voeren, omdat de universiteit onder Peruviaans recht valt en niet onder canoniek recht.

## Faculteiten
De universiteit heeft de volgende faculteiten:
- Bestuur en Boekhouding (Administración y Contabilidad)
- Kunst (Arte)
- Natuurwetenschappen en Techniek (Ciencias e Ingeniería)
- Sociale Wetenschappen (Ciencias Sociales)
- Communicatiewetenschappen (Ciencias y Artes de la Comunicación)
- Rechtsgeleerdheid (Derecho)
- Onderwijs (Educación)
- Geesteswetenschappen (Letras y Ciencias Humanas)
- Architectuur (Arquitectura y Urbanismo)
- Management (Gestión y Alta Dirección)